# Heroidas
Heroidas (Heroides) o Cartas de las heroínas (Epistulae heroidum) es uno de los poemas elegíacos que compuso Ovidio antes de su destierro.
Se trata de una colección de cartas de amor escritas y dirigidas a sus amados por los personajes femeninos de la mitología y la literatura.
Son 21 cartas en las que la ausencia, el olvido, la distancia, el abandono o la pérdida funcionan como puntos de partida para que las heroínas compongan las cartas y se lamenten de sus amores insatisfechos por diversas causas. Las heroínas proceden de diferentes ciclos míticos (los poemas homéricos, la tragedia griega, los líricos griegos y la Eneida son las principales fuentes), aunque una de ellas —la poetisa Safo— existió en la realidad, y tres de las cartas están compuestas por hombres que contestan a sus amantes.
Ovidio adapta los personajes femeninos a su fina sensibilidad emotiva con la que se desenvuelve magistralmente en el tema del amor. Sirva de ejemplo el caso de Penélope, la cual expresa en su carta a Ulises unos refinados sentimientos amorosos que apenas se esbozan en la Odisea, donde la fidelidad de Penélope hacia Ulises está más en relación con el honor que con los sentimientos amorosos.

## Título
Ovidio, en su obra Arte de amar, no emplea la denominación Heroidas para referirse a esta obra, sino que la designa con el título de Epistulae. Sin embargo, el gramático Prisciano usa el nombre de Heroidas. Basándose en ello y en otras denominaciones que aparecen en los códices, se supone que el título original debía ser Epistulae heroidum. Después se ha impuesto la denominación de Heroidas.

## Controversia sobre la autoría de algunas partes
Algunos estudiosos han dudado de que la carta de Safo (número XV) sea auténtica de Ovidio. En algunos códices no figura esta epístola y particularmente no se encuentra en la traducción que hizo el bizantino Planudes en el siglo XIII. Sin embargo, el mismo Ovidio menciona una carta de Safo en una de sus obras (Amores ii, 18), lo que es un dato a favor de su autenticidad.
Con respecto a las seis últimas cartas, también a veces se ha dudado de la autoría de Ovidio, pero suelen explicarse sus diferencias de estilo por haber sido compuestas años después de las quince primeras.
Además, se cree que algunos de los encabezados de las cartas deben ser añadidos realizados por copistas.

## Lista de las Heroidas y contenido sucinto
1. Penélope a Ulises
2. Filis a Demofonte
3. Briseida a Aquiles
4. Fedra a Hipólito
5. Enone a Paris
6. Hipsípila a Jasón
7. Dido a Eneas
8. Hermíone a Orestes
9. Deyanira a Hércules
10. Ariadna a Teseo
11. Cánace a Macareo
12. Medea a Jasón
13. Laodamía a Protesilao
14. Hipermnestra a Linceo
15. Safo a Faón
16. Paris a Helena
17. Helena a Paris
18. Leandro a Hero
19. Hero a Leandro
20. Aconcio[2] a Cídipe
21. Cídipe a Aconcio

Contenidos:

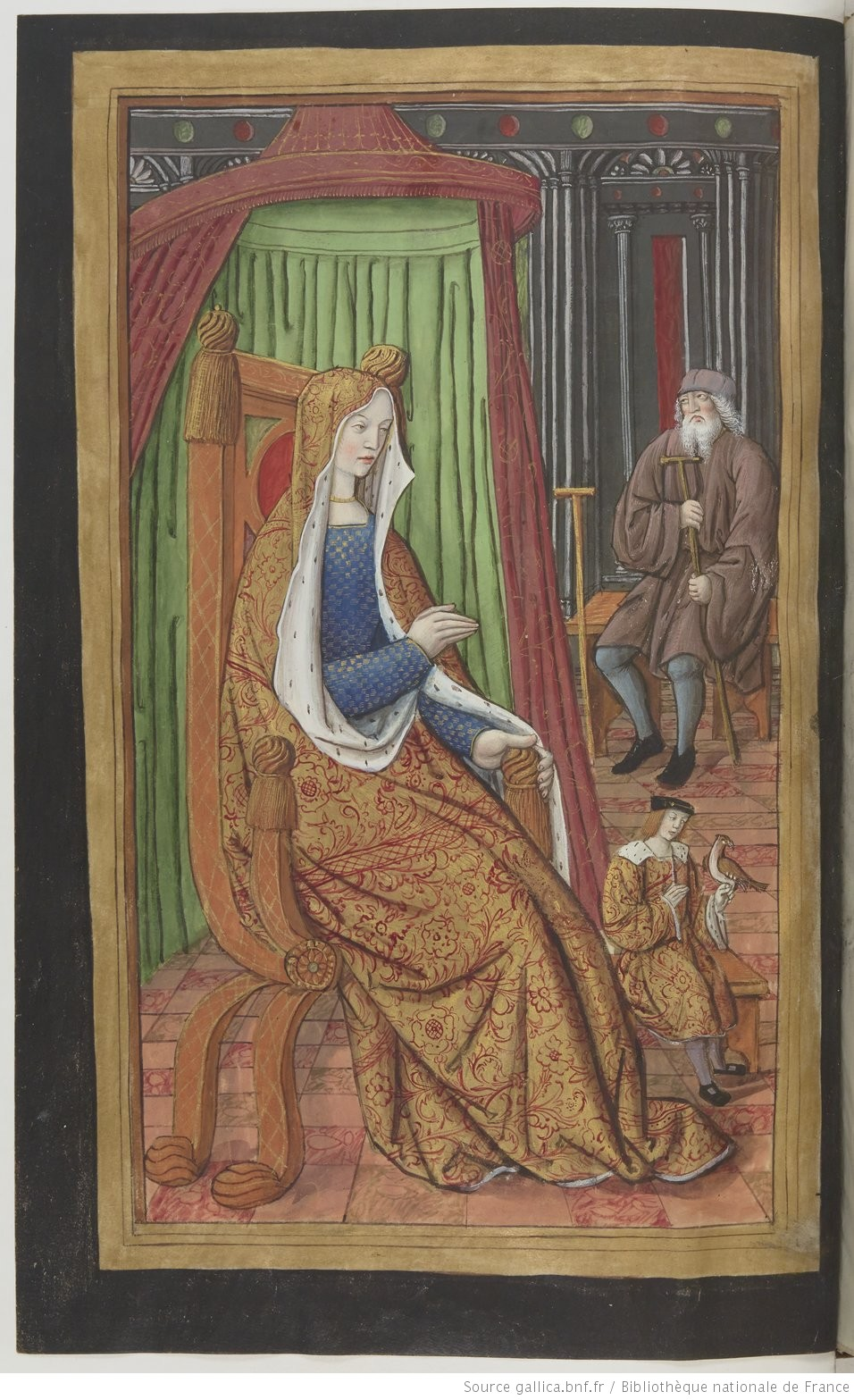
Miniatura para la traducción de Octavien de Saint-Gelais de las Heroidas: Penélope, Laertes y Telémaco. Biblioteca Nacional de Francia.

1. Penélope a Ulises. En esta primera carta, Ovidio pone como protagonista a Penélope, quien lleva años esperando el retorno de Ulises a Ítaca. Esta entrega una copia de la carta a cada marinero con esperanza de que la lea su marido. Penélope permanece en Ítaca tejiendo y destejiendo un telar, pues había dicho que al terminarlo se casaría. En la carta se menciona que tiene muchos pretendientes. En esta también reprocha a Ulises su conducta en Troya y que este no vuelve a casa. Esta le implora que vuelva con ella, su hijo Telémaco y su padre Laertes, pues si no se dará por viuda.
2. Filis a Demofoonte. En la segunda Heroida se sitúa después de que Demofoonte prometiese a Filis que regresaría de Atenas, pero tras esperar, este no regresa. Filis se siente traicionada por hechos como que gracias a ella se sometió a Demofoonte el reino de Licurgo. En la carta se refleja su tristeza, pues estaba a punto de quitarse la vida.
3. Briseida a Aquiles. Aquiles era el señor de Briseida pero también su enamorado. Este se había abandonado a Briseida y está luchando lleno de cólera, por lo que ella le pide que cese la violencia. Briseida suplica que Aquiles la ayude y que la saque de su miseria, incluso si la mujer de Aquiles la maltrata, pues permanecer cautiva la mataría y sería culpa de Aquiles.
4. Fedra a Hipólito. Esta se desarrolla entre Fedra y su hijastro Hipólito, quien es hijo de su marido Teseo. Esta le confiesa su amor a Hipólito y le dice que no estaría mal visto, pues ya tienen gestos de amor como madre e hijo por lo que nadie notaría la diferencia. Pide que le corresponda, pues ella sufre sin su amor.
5. Enone a Paris. Enone era la primera esposa de Paris, a quien abandona por Helena. En esta Heroida, Enone está enfadada por su comportamiento y recuerda cómo era Paris antes de marcharse y antes de saber que era hijo de Príamo. Enone se queja de estarle esperando, aunque sabe que en parte seguirá siendo suya.
6. Hipsípila a Jasón. Hipsípila era la gobernante de un lugar donde solo había mujeres, a donde llega Jasón y se enamoran. Cuando parte Jasón le promete que volverá, pero como vemos en la carta, este no lo hace. Por lo tanto Hipsípila se lamenta por la partida de él y que ahora esté con otra mujer, con Medea. Además de esto, la narradora ha dado a luz a su hijo y le maldice por estar con otra.
7. Dido a Eneas. Dido, la reina de Cartago, escribe muy enfadada a Eneas por abandonarla. A pesar de esto, no es capaz de odiarlo. Ella dice que si le pasa algo malo. se acordará de ella en su final. Eneas ha partido siguiendo su viaje en busca de la “corriente del Tíber”, como dice Dido. Esta se encuentra física y mentalmente destrozada por su partida,pero aun así lo ama.
8. Hermíone a Orestes. Hermíone había sido prometida a su primo Orestes, pero tras la guerra de Troya, Menelao, por desconocimiento, la promete y hace que se case con Pirro. En la carta Hermíone suplica a Orestes que vaya a por ella y que, como su verdadero amor y esposo, se la lleve. Pone de ejemplo la historia de sus padres para mostrar que esto puede salir bien.
9. Deyanira a Hércules. Deyanira, llena de furia, reprocha a Hércules que ahora esté con otra mujer, aunque ella ya le haya perdonado muchas infidelidades. En esta Heroida, lo que más destaca es que ella ha mandado una túnica impregnada con sangre del centauro Neso a su marido, pues creía que esta iba a hacer que su marido la fuera fiel de nuevo. Casi al final de la carta Deyanira se entera de que en verdad esta túnica mataría a su marido y se martiriza por esto.
10. Ariadna a Teseo. Cuando Ariadna ayuda a Teseo a escapar del laberinto, los dos enamorados se marchan de Creta a Atenas. Teseo no tardaría mucho en aprovechar y abandonar a Ariadna en la isla de Naxos cuando esta duerme. Describe la sensación de angustia que tiene al encontrarse sola en la isla y darse cuenta de que había sido desechada. Ariadna le escribe con gran dolor y se siente muy traicionada al encontrarse sola en una isla desierta. Le pide que cambie de opinión y regrese a por ella, o que por lo menos recoja su cadáver.
11. Cánace a Macareo. El romance en torno al que gira esta epístola es entre los hermanos Cánace y Macareo. Cánace escribe la carta después de haber dado a luz al hijo de Macabeo. Ella habla de cómo ha estado enamorada de él. También narra su parto, donde estuvo a punto de morir, pero la vez de su hermano la salvó. Su padre Éolo, al descubrir la relación incestuosa, fue a arrojar al bebé a los perros y pájaros. Finalmente un mensajero de su padre le envía una espada para que se suicide, lo que hace. Al final pide que Macareo recupere las partes de su niños para poder enterrarlos juntos y que él llore sin vergüenza en su funeral.
12. Medea a Jasón. Ovidio describe cómo Medea se entera de la boda de Jasón mediante su hijo, que vio a su padre de camino a la boda. A pesar de esto, él ya estaba con Medea y tenían hijos juntos. Dice que se enamoró de él desde el primer momento en que lo vio. Se lamenta de que él solo quiere poder y de que le haya robado la dote. Meses está encolerizada, lo que es consecuencia de que posteriormente mate a sus hijos.
13. Laodamía a Protesilao. Protesilao partió a la guerra de Troya, por lo que su mujer Laodamía le escribe angustiada por el peligro que está corriendo él. Ella está preocupada por él a todas horas, por lo que se ha descuidado a sí misma. La mujer maldice a Paris y le advierte de que tenga cuidado con Hector. Tiene augurios de que algo le ha sucedido a su marido, por lo que le pide que sea cuidadoso en batalla, pues solo quiere a su marido de vuelta.
14. Hipermestra a Linceo. Hipermestra escribe la carta mientras está cautiva  a manos de su padre. Esto sucede porque ella se niega a matar a Linceo en su noche de bodas, a pesar de que todas las hermanas de ella han matado a los hermanos de él en su noche de bodas. Esto es porque Dánao, el padre de Hipermestra, se lo había ordenado a sus hijas. Hipermestra intenta levantar el cuchillo para matarle, pero no se ve capaz, por lo que este huye. Como resultado ella no tiene cargo de conciencia, pero su padre la ha hecho prisionera y ella pide ayuda a linceo.
15. Safo a Faón. En la decimoquinta Heroida se muestra como Safo está destrozada por la partida de Faón. La carta comienza en el momento del abandono. Ella le recrimina que la haya dejado sola y cuenta cómo mora por los bosques desesperada. La resolución de Safo a su aflicción es lanzarse al mar desde la roca.
16. Paris a Helena. Paris le confiesa su amor a Helena. La narra cómo hizo de juez para elegir a la más bella entre Atenea, Juno y Venus, pero que eligió a la última porque Helena se enamoraría de él si lo hacía. Se sitúa en el momento en que Paris está en la residencia de Menelao, por lo que no había confesado su amor antes, aunque en la carta se mencionan muestras cómo Paris ha intentado sentir a Helena más cerca. Un ejemplo de esto es cuando cuenta una historia de un hombre enamorado, pero se refiere a sí mismo o cuando le mira los pechos. Dice que le da igual la posible guerra que se pueda formar si ella se va con él.
17. Helena a Paris. La carta es en respuesta a la de Paris. Helena al principio se avergüenza del comportamiento de este y le rechaza, pero a medida que avanza la carta ella cede. Habla de que ya la secuestró Teseo con anterioridad. Dice que comenzaría una guerra si ella se marcha, pues su marido Menelao, sus hermanos irían en su busca.
18. Leandro a Hero. Los enamorados vivían en islas contiguas y Leandro solía nadar la distancia que las separaba para ver a Hero. Menciona que hay un gran vendaval y que el clima es malo, pero que nada impide que vaya a ver a su amada. Recuerda los momentos que han pasado juntos furtivamente. Leandro equipara sus estados de ánimo al estado del mar, mientras afirma que lo que le guía es su amor y no las constelaciones. En esta carta él tiene un augurio de su muerte, pero la finaliza pidiéndole a Hero que mantenga un candil a la vista para que pueda llegar a ella.
19. Hero a Leandro. Esta epístola es la respuesta de Hero a Leandro, donde se muestra impaciente por su llegada. Ella dice que solo habla y piensa en él cuando no está. Ella no comprende por qué Leandro se preocupa por las olas y el mar si no lo había hecho antes, sin embargo se queja a Neptuno por obstaculizar a su amado. Al final de la narración Hero cuenta un sueño que tuvo sobre la muerte de lo que ella creía que era un delfín, que en realidad era Leandro aunque ella no lo supiera.
20. Aconcio a Cidipe. Aconio reclama la fidelidad de Cidipe, puesto que él mandó una manzana con un juramento de matrimonio a la muchacha y esta lo leyó en voz alta. Al hacer esto ambos estaban casados, ya que sucedió en el templo de Diana. Cidipe ha caído enferma puesto que iba a casarse con otro hombre y esto enfadó a Diana. Aconio no comprende por qué ella no acude a él y le ama, pero a su vez lamenta ser la causa de malestar de su amada. Al final se decide por culpar al que iba a ser marido de Cidipe y pedirle que le diga a su familia lo sucedido para poder irse con él.
21. Cidipe a Aconcio. En la última Heroida comienza con una Cidipe enfada, la cual le reprocha a Aconcio su comportamiento y le dice que con el tiempo se cansaría de ella. Le dice que debió pedirle matrimonio y no engañarla, pues lo que jura es el alma y la suya no lo ha hecho, solo leyó en voz alta. Se queja de lo sucedido a la diosa Diana. Habla de su dolorosa enfermedad. Al final acepta que su única opción es ir con Aconcio.